# Aleu (filho de Posidão)
Aloeu, na mitologia grega, era um filho de Posidão e Cânace, filha de Éolo (filho de Heleno) e Enarete.
Sua esposa Ifimedia, filha de Triopas, apaixonou-se por Posidão, e com ele teve dois filhos, Oto e Efialtes, chamados de aloídas. Os aloídas se tornaram gigantes, e tentaram conquistar o Olimpo.